# Ballota kaiseri
Ballota kaiseri là một loài thực vật có hoa trong họ Hoa môi. Loài này được Täckh. mô tả khoa học đầu tiên năm 1932.